# La sottile linea rossa (film 1964)
La sottile linea rossa (The Thin Red Line) è un film del 1964 diretto da Andrew Marton.

## Trama
Nel 1942 una compagnia di soldati USA sta per sbarcare sull'isola di Guadalcanal. Mentre il colonnello Tall ed il capitano Stone pianificano l'invasione dell'isola, il soldato Doll ruba una pistola ad un commilitone di un'altra compagnia. Il sergente Welsh inizia a sospettare di Doll e della sua condotta, rimproverandolo beffardamente, ma il capitano Stone, che assiste al battibecco, interviene richiamando Welsh ed invitandolo ad essere meno severo, è qui che, dopo essersi congedato da Welsh, Stone afferma "c'è solo una sottile linea rossa tra il senno e la follia". Giunto sull'isola con la sua compagnia, Stone, viene nuovamente convocato dal colonnello Tall, il quale gli illustra la missione e gli spiega la sua importanza per poi interrogarlo duramente su quanto si senta veramente pronto ad entrare in azione ed a sacrificare i suoi uomini.
Intanto i soldati Doll, Fife e Mazzi si avventurano nei boschi e rinvengono una fossa comune piena di cadaveri decomposti, è qui che, dopo essere rimasti sconvolti dalla vista della fossa, il sergente Welsh li raggiunge e, per scherzo, fa credere loro di essere caduti in un agguato da parte dei soldati giapponesi. Doll malsopporta lo scherzo di Welsh e soprattutto la sua idea di far saltare in aria la fossa, dunque si allontana da solo per non averlo più vicino a sé, ma è qui che, isolato dal resto del gruppo, cade in un vero agguato di un soldato giapponese che degenererà in una lotta corpo a corpo nella quale, però, avrà la meglio. La vista del soldato giapponese, strangolato dalle sue stesse mani, ha sconvolto l'animo di Doll e il rimorso lo tormenta anche di notte. Il mattino seguente la compagnia prosegue la conquista di Guadalcanal cadendo nelle trappole dei cecchini giapponesi appostati sugli alberi, Doll, in preda al panico, sfiora molte volte la morte arrischiandosi tra gli acquitrini della zona.
Il capitano Stone, intanto, inizia a scoraggiarsi, dando ragione a sospetti di Tall sulla sua incompetenza. Doll, per mettere a tacere il terrore che lo sta lentamente conquistando, si avventura, assieme ad un compagno, nel rischioso attraversamento di una pozzanghera e, nascosto dietro un tronco galleggiante, lancia contro il nemico una mezza dozzina di granate affastellate con degli stracci, aprendo un varco per l'intera compagnia. In un'operazione bellica successiva, la compagnia si ritrova a dover oltrepassare una vallata ostruita da filo spinato, i soldati decidono di mandare due di loro giù per la valle a tranciare il filo, mandando Mazzi in avanscoperta con un paio di tenaglie. Questi però cade tragicamente in una trappola: il filo spinato era collegato a delle mine e l'artificio si sarebbe innescato non appena il filo fosse stato tagliato. Welsh turbato dalle urla dell'agonizzante Mazzi corre fra le raffiche di mitra giapponesi per portargli della morfina, Stone, intanto disubbidisce a Tall che via radio gli ordina di mandare i suoi uomini giù per la vallata, malgrado le mine. Welsh di scegliere Doll per attraversare le scogliere laterali. Sulle scogliere Welsh e Doll, mentre assicurano una fune per permettere al resto della compagnia di attraversare la zona facilmente, diventano bersaglio dei cecchini. Doll per schivare i proiettili fa cadere giù nella vallata alcuni massi i quali, a loro volta, fanno esplodere le mine, rendendo la zona innocua ed attraversabile.
Una volta attraversata la vallata la compagnia giunge al quartier generale dei giapponesi, qui dopo un cruento combattimento gli americani, cogliendo di sorpresa i nemici, avviano un veicolo militare senza conducente e carico di esplosivo verso il loro rifugio, distruggendolo. Durante le feste dei soldati per il successo nella battaglia, Stone viene convocato presso la base operativa da Tall, il quale lo solleva dal comando perché lo giudica "troppo buono". La sera gli americani festeggiano la conquista della base nemica, ma alcuni giapponesi, nascostisi nei sotterranei, aprono il fuoco, cogliendoli di sorpresa, la risposta della controparte americana ha successo, ma solo grazie ad un colpo di fortuna, e lo stesso Doll inizia a scaricare senza pietà la mitragliatrice anche contro soldati ormai inermi. Le perdite sono comunque considerevoli da entrambe le parti e, alla vista dei cadaveri, Welsh e Doll si accusano reciprocamente degenerando in una rissa.
Il mattino seguente, quando la battaglia di Guadalcanal volge ormai al termine, la compagnia giunge ai piedi di una collina nelle cui caverne si sono defilati gli ultimi giapponesi rimasti. Ancora una volta Doll viene sopraffatto dalla paura, ma questa volta Welsh, invece che schernirne il comportamento, cerca, a suon di rimproveri, di dissuaderlo dall'essere tanto incosciente, Doll non lo ascolta e, di sua iniziativa si arrampica su per la collina e raggiunge uno degli accessi alle caverne. Qui, Doll lancia una corda per permettere ai suoi commilitoni di accedere alle caverne e si addentra da solo. Il resto compagnia, compreso Welsh, giunge all'interno delle caverne e, durante il combattimento, un proiettile colpisce una cassetta esplosiva, avviando così una reazione a catena che porta all'esplosione di tutti gli ordigni presenti, decimando sia le forze statunitensi che quelle giapponesi. È la vista di una tale carneficina, che fa sì che il senno del sopravvissuto Doll, passi dall'altra parte della "sottile linea rossa" ed inizi a sparare con la mitragliatrice su qualunque altro sopravvissuto si muova vicino a lui, amico o nemico. È solo dopo che Doll ha esaurito tutte le munizioni che Welsh gli si avvicina per parlargli, ma un giapponese che si era finto morto si solleva da terra per sparare Doll alle spalle e Welsh, pur di difenderlo, si piazza fra i due venendo colpito mortalmente. Doll, come era solito fare lo stesso Welsh ai cadaveri dei compagni, prende la piastrina dal cadavere di Welsh e gliela mette in bocca.